# برخیز (ترانه سپولترا)
«برخیز» (به انگلیسی: Arise) ترانه‌ای از گروه برزیلی سپولترا و اولین تک‌آهنگ از چهارمین آلبوم استودیویی آن‌ها با همین نام است. این ترانه در سال ۲۰۱۲ در آلبوم برگزیدهٔ آثار گروه، دوباره منتشر شد.
«برخیز» یکی از شناخته‌شده‌ترین کارهای سپولترا در زمانی است که سبک‌شان ترش متال بود و هم از ژانر و هم از نظر دورهٔ زمانی یک اثر کلاسیک به‌شمار می‌آید.
ویدئوی «برخیز» که در درهٔ مرگ فیلمبرداری شده اعضای گروه را در حال اجرا پای صلیبی نشان می‌دهد که شخصی شبیه عیسی با یک ماسک ضد گاز روی صورتش، به آن مصلوب شده‌است. شبکهٔ ام‌تی‌وی در سال ۱۹۹۱ این ویدئو را به‌خاطر تصویرسازی مذهبی آخرالزمانی‌اش تحریم کرد.
«برخیز» در نظرسنجی سال ۲۰۲۰ مجلهٔ رولور از مخاطبانش به‌عنوان محبوب‌ترین ترانهٔ سپولترا انتخاب شد.

## ساختار و محتوا
«برخیز» جهان را همچون یک زمین سوختهٔ آخرالزمانی ترسیم می‌کند که در پس عیسای ماسک گاز زده در ویدیوی آن معنا پیدا می‌کند.
در سال ۲۰۲۲ مکس کاوالرا در مصاحبه‌ای با لاودوایر، در مورد یادگیری زبان انگلیسی از طریق ترجمهٔ شعرهای راک و متال و تأثیر عمیق این کار بر ترانه‌سرایی خود او به ویژه در قطعهٔ «برخیز» صحبت کرد.
یکی از آثاری که ترجمه کردم و بر من بسیار تأثیرگذار بود آلبوم جنگ از یوتو بود. اشعار بونو را دوست دارم - او ترانه‌سرای فوق‌العاده‌ای‌ست، به خصوص در آن دورهٔ قدیمی یوتو و آلبوم‌های اکتبر، جنگ و جاشوا تری. جنگ یک آلبوم‌ ضد جنگ بود و من آن را تبدیل به آهنگ کردم… جملهٔ «زیر یک آسمان خاکستری رنگ‌پریده ما برمی‌خیزیم» در قطعهٔ «برخیز» از آهنگ معروف آلبوم جنگ یوتو به‌نام «روز سال نو» به عاریت گرفته شده که در آن آمده «زیر یک آسمان سرخ خونین».

## فهرست قطعات
1. «برخیز» (نسخهٔ آلبوم استودیویی)
2. «درونیات» (تحت محاصره (زنده در بارسلونا))
3. «سپاهیان عقوبت» تحت محاصره (زنده در بارسلونا)

## دست‌اندرکاران
- مکس کاوالرا – خواننده، ریتم گیتار
- آندریاس کیسر – لید گیتار
- پائولو جونیور – گیتار بیس
- ایگور کاوالرا – درامز
- سپولترا و اسکات برنز - تهیه‌کننده
- اسکات برنز - ضبط و مهندسی صدا
- اندی والاس - میکس